# L'arrivo di un treno alla stazione di La Ciotat
L'arrivo di un treno alla stazione di La Ciotat (L'Arrivée d'un train en gare de La Ciotat o L'Arrivée d'un train à La Ciotat) è uno dei più famosi cortometraggi dei fratelli Auguste e Louis Lumière, venendo da molti erroneamente considerato come il primo film nella storia del cinema.

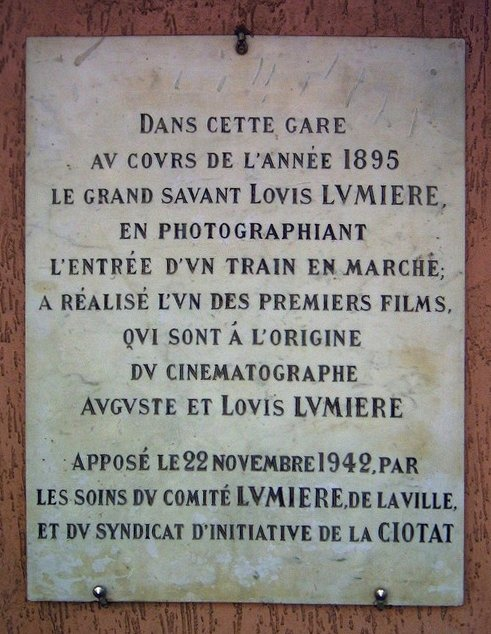
Targa commemorativa del film apposta nel 1942 nella stazione ferroviaria di La Ciotat.

## Produzione
Girato nel 1895 a La Ciotat, Bouches-du-Rhône, Francia, per mezzo del Cinématographe, è un film 35 mm, in bianco e nero, muto, della durata di 45 secondi circa.

## Prima
Il film non faceva parte dei 10 in programma al primo spettacolo pubblico a pagamento di cinematografo del 28 dicembre 1895 al Salon indien du Grand Café di Boulevard des Capucines a Parigi. Venne proiettato per la prima volta il 6 gennaio 1896.
Nell'immaginario comune viene erroneamente considerato il primo film proiettato nella storia del cinema; in realtà la prima proiezione fu La sortie de l'Usine Lumière à Lyon, che ritraeva il momento dell'uscita degli operai della fabbrica Lumière a Lione.
Si dice che durante la prima proiezione, gli spettatori, vedendo il treno in arrivo, scapparono dalla sala per paura di essere travolti da esso.

## Trama
In esso viene rappresentato l'arrivo di un treno, trainato da una locomotiva a vapore, nella stazione ferroviaria della città costiera di La Ciotat. Come la maggior parte dei primi film Lumière anche questo illustra una scena di vita quotidiana.
Interessante è la particolare inquadratura angolata e non frontale, come invece avveniva di solito nei primissimi film della storia del cinema, che permette una grande profondità di campo, con una straordinaria messa a fuoco del treno in arrivo sia in lontananza sia in primo piano. I personaggi entrano ed escono liberamente dalla scena, senza un personaggio o un'azione principale, ma anzi con una molteplicità di centri di interesse.

## Accoglienza

### Critica

#### I piani dell'inquadratura
Georges Sadoul:
(Georges Sadoul, Storia del cinema mondiale, p. 32.)

#### Documento e spettacolo
Gianni Rondolino:
(Gianni Rondolino, Manuale di storia del cinema, p. 16.)

## Citazioni
La pellicola è citata nel film Superfantozzi del 1986 con protagonista Paolo Villaggio, dove la scena della proiezione viene rappresentata in chiave comica: il treno esce dallo schermo e travolge il pubblico nel cinema (secondo la leggenda alcuni spettatori scapparono durante la proiezione per paura di essere travolti); la scena del treno è ripresa nuovamente nel film Le comiche sempre con Villaggio e Renato Pozzetto, ma in questo caso sono i protagonisti ad entrare nel cinema e solo successivamente, quando decidono, dopo mille peripezie di far ritorno nel film, il treno alle loro spalle invade la sala, scaraventandoli nuovamente fuori. 
La sequenza è citata anche nel film di Martin Scorsese Hugo Cabret, e nella serie televisiva Una mamma per amica, in cui Lorelai Gilmore dice a Luke Danes che gli spettatori avevano sobbalzato credendo fosse una scena reale.
Al Museo nazionale del cinema di Torino il cortometraggio è proiettato in una saletta al termine della sezione dedicata all'archeologia del cinema; al termine del filmato, lo schermo si sposta d'improvviso per far entrare in sala una macchina meccanica che riproduce una locomotiva, dando agli spettatori la stessa impressione che ebbero i partecipanti alla prima proiezione.